# Athi River
Athi River est une ville située dans la grande banlieue de Nairobi, au Kenya, dans le comté de Machakos. La ville tire son nom de la rivière Athi, qui la traverse. La ville est également connue sous le nom de Mavoko . 
La population de la ville était de 81 302 habitants en 2019 et est en pleine croissance en raison de sa proximité avec la capitale kenyane, Nairobi. 

## Situation et géographie
Dotée d'une superficie totale de 693km2, Athi River fait partie de la grande banlieue de Nairobi.

## Histoire
La ville a été séparée du Conseil du comté de Nairobi en 1963, lorsque ce dernier a été dissous. La municipalité d'Athi River est composée de six quartiers (Athi River West, Katani, Kinanie / Mathani, Makadara, Muthwani et Sophia).   

## Industrie
La ville est relativement industrialisée par rapport au reste du Kenya. Par exemple, elle dispose de six cimenteries appartenant aux sociétés suivantes : Bamburi Cement, Mombasa Cement, East Africa Portland Cement Company, Savannah Cement, National Cement et Athi River Mining. 
La ville abrite une usine de chewing-gums appartenant à la Wrigley Company.

## Commerces
Parmi les commerces les plus notables figurent le Coloho Mallet le Crystal Rivers Safaricom Mall. La croissance rapide des entreprises dans la région est liée à l'essor de l'immobilier dans la région et à la proximité de la ville de Nairobi et des sociétés minières. 

## Éducation
Le campus principal de l'Université Daystar est situé dans la ville. 

## Transport
Athi River possède une gare construite en 1920 le long du chemin de fer de l'Ouganda allant de Mombasa à Kisumu. La ville a également une nouvelle gare ferroviaire située sur le chemin de fer à voie standard Mombasa – Nairobi. 
La route Transafricaine 8 Lagos-Mombasa passe par Athi River. Athi River est également reliée à Nairobi via l'autoroute Nairobi-Mombasa (communément appelée route Mombasa  ), une route à double chaussée goudronnée. Athi River est également reliée à Kitengela par la Namanga Road, une route à chaussée unique goudronnée. La ville est également desservie par les routes 110 et 120 en direction du quartier d'affaires de Nairobi.

## Démographie et population
En 2019, la population d'Athi River était de 81302 habitants pour une densité d'environ 120 habitants au km2.